# Cusqueña
A Cusqueña (kiejtése körülbelül: kuszkennya) Peru második legrégebbi és ma egyik legismertebb söre. Az országon belül piacvezető prémium kategóriás sört exportálják az Amerikai Egyesült Államokba, Franciaországba, Nagy-Britanniába, Chilébe, Argentínába, Spanyolországba, Olaszországba, Dél-Koreába és Japánba is.

## Története
A Cusqueñát 1908-ban alapította a német Ernesto Günther. Szinte a teljes 20. század során, egészen 1995-ig jórészt csak a déli országrészben töltött be fontos szerepet, ám ekkor gyártója, a Cervesur, hogy versenyre keljen a szinte monopol helyzetben levő, a Cristal és Pilsen Callao söröket gyártó Backus & Johnston céggel, a Cusqueñával betört a limai piacra is. A következő 5 évben folyó „háborúskodás” során jelent meg Peruban az addig az importált termékek kivételével nem létező fogalom, a prémium kategóriás sör. A Cervesur 1994-es 2%-os piaci részesedése 1996-ban 20%-ra növekedett (más forrás szerint korábban 14% volt, és 21%-ra növekedett), majd 2000-ben azzal ért véget a szembenállás, hogy a Backus & Johnston 164 millió amerikai dollárért felvásárolta a Cervesur részvényeinek többségét.

## Változatai
A Cusqueña sörnek négyféle változata van:
| Név    | Típus   | Alkohol | Erjesztés |
| ------ | ------- | ------- | --------- |
| Dorada | világos | 4,8%    | alsó      |
| Negra  | barna   | 5,5%    | alsó      |
| Roja   | vörös   | 5,0%    | alsó      |
| Trigo  | búza    | 4,9%    | alsó      |